# Adjectiv pronominal
În gramatica tradițională, prin termenul adjectiv pronominal se înțelege un determinant căruia îi corespunde de regulă un pronume. Numai pronumelui personal și pronumelui reflexiv nu le corespund adjective pronominale. În gramaticile limbii române se iau în seamă adjectivele pronominale de întărire, posesiv, interogativ, relativ, demonstrativ, nehotărât și negativ.

## Adjectivele pronominale în câteva limbi

### Adjective pronominale fără corespondent pronume
În română, adjectivului de întărire îi corespundea un pronume numai într-un stadiu mai vechi al limbii. De asemenea, nu mai are corespondent pronume adjectivul nehotărât oarecare.
În limba franceză sunt unele adjective calificative care, prin conversiune, devin adjective nehotărâte. Nici acestea nu au corespondent pronume: divers points de vue „diverse puncte de vedere”, différentes personnes „diferite persoane”. Tot fără corespondent pronume mai sunt: une telle chaleur „o asemenea căldură”, un prétexte quelconque „un pretext oarecare”.

### Forma adjectivelor pronominale și a pronumelor corespunzătoare
În română, adjectivele pronominale au, cu unele excepții, aceeași formă ca și pronumele corespunzătoare. Pronumele posesiv diferă de adjectivul corespunzător numai prin articolul posesiv care îi este antepus: scrisoarea sa → a sa. Adjectivele demonstrative românești formează două serii puțin diferite ca forme, după cum sunt antepuse sau postpuse substantivului determinat. Numai cele postpuse sunt folosite și ca pronume: acest fenomen sau fenomenul acesta → acesta. Adjectivul interogativ care are aceeași formă ca pronumele corespunzător, la nominativ-acuzativ, și puțin diferită la genitiv-dativ: care coleg? → care, Cărui coleg i-ai scris? → Căruia…? (complement indirect).
În unele limbi există identitate formală între adjectivul pronominal și pronume în cazul tuturor speciilor. Astfel sunt limbile din diasistemul slav de centru-sud (bosniacă, croată, muntenegreană, sârbă, pe scurt BCMS): svoje vladanje „comportamentul său” → svoje „al său”, ova knjiga „această carte” → ova „aceasta”, koji pisac? „care scriitor?” → koji? „care?”.
Aceeași este situația în limba maghiară: ez a ház „această casă” → ez „aceasta”, Melyik mosóport ajánlja? „Care detergent mi-l recomandați?” → Melyiket ajánlja? „Pe care… ?”. Singura diferență dintre determinant și pronume este că în general primul este invariabil, pe când cel din urmă poate primi sufixe.
În franceză, majoritatea adjectivelor pronominale au forme diferite de cele ale pronumelor corespunzătoare: ma voiture „mașina mea” → la mienne „a mea”, cette voiture „această mașină” → celle-ci „aceasta”, quelle voiture ? „Care mașină?” → laquelle ? „care?” Printre nehotărâte, unele adjective au forme diferite de cele ale pronumelor (chaque voiture „fiecare mașină” → chacune „fiecare”), altele – forme identice: plusieurs voitures „mai multe mașini” → plusieurs „mai multe”.
În limba engleză de asemenea sunt cazuri de identitate și cazuri de diferență de formă. Adjectivele posesive sunt diferite de pronumele posesive (This is my book „Aceasta este cartea mea” → The book is mine „Cartea este a mea”), dar adjectivele demonstrative sunt identice cu pronumele corespunzătoare: This programme is interesting „Acest program este interesant” → This is interesting „Acesta este interesant”.

### Gradul de determinare prin adjectivele posesive și demonstrative
În unele limbi, precum franceza și engleza, adjectivul posesiv și cel demonstrativ sunt suficiente pentru a actualiza complet substantivul determinat, altfel spus, pentru a-l determina în mod hotărât, dar în alte limbi nu sunt suficiente, trebuind să fie însoțite de un articol. Exemple:
| Determinant  | Franceză                       | Engleză                    | BCMS                                | Română                                                                                  | Maghiară                                                 |
| ------------ | ------------------------------ | -------------------------- | ----------------------------------- | --------------------------------------------------------------------------------------- | -------------------------------------------------------- |
| Posesiv      | ma voiture „mașina mea”        | my book „cartea mea”       | svoje vladanje „comportamentul său” | scrisoarea sa (substantiv + articol hotărât + adj. pos.)                                | –                                                        |
| Demonstrativ | cette voiture „mașina aceasta” | this book „cartea aceasta” | ova knjiga „cartea aceasta”         | acest fenomen (adj. dem. + subst.) / fenomenul aceasta (subst. + art. hot. + adj. dem.) | ez a ház (adj. dem. + art. hot. + subst.) „casa aceasta” |

### Poziționarea adjectivelor pronominale
În română, adjectivele posesive sunt aproape totdeauna postpuse substantivului determinat, demonstrativele pot fi ante- sau postpuse, iar celelalte sunt toate antepuse.
În franceză, adjectivele pronominale sunt totdeauna antepuse. Uneori, același cuvânt poate fi, după cum este postpus sau antepus, adjectiv calificativ, respectiv adjectiv pronominal nehotărât, cu sensuri diferite: Mon témoignage, à défaut d’une valeur certaine, a, je l’espère, une certaine valeur „Mărturia mea, dacă nu are o valoare sigură, sper că are o oarecare valoare”. La fel se comportă și adjectivele divers(es) și différent(e)s amintite mai sus.
În engleză, în maghiară și în BCMS, determinanții pronominali sunt de asemenea antepuși, cu excepția, în BCMS, a celor posesivi, care sunt postpuși substantivului la vocativ: dragi moj! „dragul meu!”.

### Acordul adjectivelor pronominale
În română, adjectivele pronominale se acordă în general cu substantivul determinat, în gen, număr și caz. Excepții constituie adjectivul interogativ ce?, invariabil, adjectivul interogativ care?, invariabil la nominativ-acuzativ, dar nu și la genitiv-dativ, și adjectivele nehotărâte compuse cu care: fiecare, oricare.
În franceză, toate adjectivele pronominale se acordă în gen și număr, existând și unele forme identice la masculin și feminin, de exemplu quelque „oarecare, vreun/vreo”, plusieurs „mai mulți/multe”. În cazul acestei limbi trebuie făcută deosebirea între acordul în vorbire și cel în scris, acordul la plural fiind în majoritatea cazurilor prezent numai în scris, uneori cel în gen de asemenea. De exemplu, în quel garçon ? „care băiat?”, quelle fille ? „care fată?”, quels garçons ? „care băieți”, quelles filles ? „care fete?”, toate formele adjectivului interogativ se aud la fel.
În maghiară nu se pune problema acordului în gen, această limbă neposedând categoria genului gramatical. În plus, numai demonstrativele ez și az se acordă în număr și caz: Megveszem ezt a házat (acuzativ singular) „Cumpăr această casă”, … ezeket a házakat (acuzativ plural) „… aceste case”. Celelalte sunt invariabile, ca și adjectivele calificative în funcție de atribut, deși sunt variabile ca pronume: Nem ilyen lovat akartam „Nu un cal ca acesta am vrut” (numai substantivul la acuzativ singular) vs. Nem ilyet akartam „Nu unul ca acesta am vrut” (pronume la acuzativ singular); Melyik mosóport ajánlja? „Care detergent mi-l recomandați?” vs. Melyiket ajánlja? „Pe care… ?”; Mindenféle emberrel összejött. „A frecventat tot felul de oameni” vs. Mindenfélével összejött „A frecventat de tot felul”.
Adjectivul posesiv prezintă, față de celelalte, particularitatea de a se acorda în persoană cu posesorul, în toate cele patru limbi care îl posedă, amintite aici. În engleză și în BCMS, acordul privește și cel în gen cu posesorul de persoana a III-a singular. În schimb, în engleză nu există acord în gen și în număr cu obiectul posedat: his colour „culoarea sa/lui”, her colour „culoarea sa/ei”, its colour „culoarea sa/lui/ei” (a unui inanimat). 
În BCMS, acordul se face la toate persoanele în gen, număr și caz cu obiectul posedat și, dacă posesorul este de persoana a III-a singular, și în gen cu posesorul: njegov sin „fiul său/lui, njen sin „fiul său/ei, njegova ćerka „fiica sa/lui”, njena ćerka „fiica sa/ei”.